# Пожиратели смерти
Пожира́тели сме́рти (англ. Death Eaters) — в серии романов Дж. К. Роулинг о Гарри Поттере организация тёмных волшебников, созданная Волан-де-Мортом.

## Деятельность
Эту организацию  создал темный волшебник Волан-де-Морт (ранее Том Реддл) в конце 1950-начале 1960-х годов. В неё входили тёмные маги, в основном с факультета Слизерин школы волшебства Хогвартс, в том числе его бывшие сокурсники во главе со свекром Беллатрисы Лестрейндж, Лестрейнджем старшим. Собирать зачатки Пожирателей Смерти вокруг себя Том начал, ещё будучи студентом Хогвартса. Волан-де-Морт был непререкаемым авторитетом в организации, явным лидером — именно он отдавал все приказы, принимал решения, жёстко контролировал всех Пожирателей Смерти. Некоторых из них он ставил выше других, в частности, назначал командующими разными операциями. Это Беллатриса Лестрейндж, Люциус Малфой, а также Северус Снегг, хотя тот был шпионом среди Пожирателей Смерти от главных врагов организации — Ордена Феникса (Волан-де-Морт полагал, что дело обстоит как раз наоборот). Штаб-квартирой во Второй войне является особняк семьи Малфоев, двое из которых (Люциус и Драко) были Пожирателями.
Пожиратели смерти боролись за идею чистоты крови. Долгое время они держали в страхе всю магическую Великобританию. Однако глава Хогвартса, волшебник Альбус Дамблдор, и Орден Феникса в союзе с мракоборцами Министерства магии изо всех сил сдерживали их атаки. С подачи Бартемиуса Крауча-старшего принимается ряд законов, неимоверно расширивших полномочия мракоборцев. В Азкабан иногда отправлялись люди, чья вина не была доказана. Это была отчаянная борьба, в которой волшебники обращались к любым возможностям сдержать бесчинства Пожирателей. В эту пору погибло много сильных магов, сражавшихся против Волан-де-Морта. После исчезновения Тёмного Лорда большинство Пожирателей сделали вид, что отреклись от своего вождя. Они сумели убедить Визенгамот, что были под воздействием заклинания Империус и не могли отвечать за свои действия.
Во времена повсеместного террора Пожирателей смерти широко использовались Непростительные заклятия: Авада Кедавра, Круциатус и Империус, применение которых к человеку карается пожизненным заключением в Азкабане — тюрьме волшебников.
Они были инициаторами Первой и Второй войны в Британии и проиграли, хотя нанесли огромный вред миру маглов. В этой войне погибло много тёмных и светлых волшебников. Первая война закончилась после того, как лидер Пожирателей Смерти — лорд Волан-де-Морт — лишился своего тела и был вынужден на время скрыться. Остальные Пожиратели Смерти были вынужденно поделены на три группы: убитые, посаженные пожизненно в Азкабан и избежавшие наказания. Последние заявляли, что Волан-де-Морт заставил их быть своими слугами. Вторая война началась тогда, когда Волан-де-Морт вновь обрёл тело. Он вновь собрал Пожирателей Смерти (в том числе устроил массовый побег из Азкабана). Пожирателям Смерти удалось установить контроль над Министерством магии, однако они потерпели поражение в битве за школу Хогвартс, во время которой некоторые из них были убиты, в том числе и Волан-де-Морт. После этого организация окончательно прекратила своё существование.

## Чёрная метка

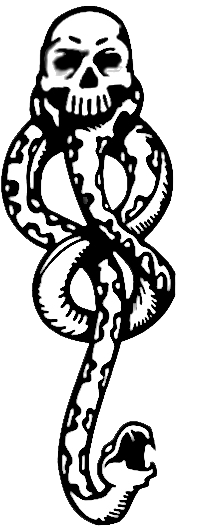
Чёрная метка

Чёрная метка на руке Антонина Долохова в фильме «Гарри Поттер и Орден Феникса»

Чёрная метка — магическая отметка лорда Волан-де-Морта. Близкие к Тёмному Лорду Пожиратели смерти имеют такой знак на внутренней части предплечья левой руки; он служит как для узнавания ими друг друга (Тёмный Лорд ставит эту метку лично), так и для связи между Пожирателями и самим Волан-де-Мортом. При прикосновении волшебной палочкой к тёмной метке на руке одного из них, все остальные чувствуют на аналогичном месте жжение, это служит знаком.
Чёрную метку можно создать также и в воздухе, она будет висеть там достаточно долго как облако дыма определённой формы. В годы первого прихода Волан-де-Морта такие метки Пожиратели вешали над домами убитых волшебников. Поэтому в мире магов Метка вызывает почти такой же ужас, как и сам Волан-де-Морт. Этим объясняется паника, охватившая болельщиков на финале Мирового кубка по квиддичу в 1994 году, когда после матча в небе появилась Чёрная метка, и поспешность, с которой Дамблдор вернулся в Хогвартс, увидев Метку над башней астрономии замка.
Чёрная метка выглядит как череп со змеёй, выползающей изо рта. Возможно, это символизирует связь Волан-де-Морта с Салазаром Слизерином, поскольку василиск очень похожим образом выползал изо рта статуи основателя факультета Слизерин в Тайной комнате.
Неактивная метка располагается как бледная отметина на внутренней части левого предплечья, в активном состоянии тёмно-чёрная. После активации угасает в течение нескольких часов и становится снова бледной.
Обычно Пожиратели оставляли тёмную метку как подпись после убийства. Метка вызывается заклинанием «Морсмордре», и появляется такая же метка, но значительно больших размеров, нежели на руке.

## Лозунг
В седьмой книге, «Гарри Поттер и Дары Смерти», Гарри читает на могиле своих родителей в Годриковой впадине выражение «Последний же враг истребится — смерть» и говорит, что это лозунг Пожирателей смерти. Данное выражение является цитатой из Библии (1Кор. 15:26). По словам автора книг Дж. Роулинг, в этой фразе кроется одна из главных мыслей, подводящих итог всему, что сказано в семи книгах. После посещения Годриковой впадины Гермиона объясняет Гарри значение этой цитаты — «жизнь не кончается со смертью, она есть и после смерти».